# Ivan Gajer
Ivan Gajer, (ur. 17 września 1909 w Zadarze  – zm. 6 lutego 1982 w Zagrzebiu) – chorwacki piłkarz, występujący na pozycji środkowego obrońcy. Pomimo swojego stosunkowego niskiego jak na środkowego obrońcę wzrostu, Gajer był bardzo szybkim i silnym zawodnikiem, który sprawnie rozbijał ataki przeciwników. Był jednym z ostatnich środkowych obrońców klasycznego typu w piłce jugosłowiańskiej. W reprezentacji pod wodzą słynnego Danka Premerla, tworzył blok obronny wraz z Miloradem Arsenijeviciem, Gustavem Lehnerem i Andjelko Marušiciem.

## Kariera klubowa i reprezentacyjna
Swoją piłkarską karierę rozpoczął w roku 1926 w pionierskim zespole HAŠK Zagrzeb, gdzie grał aż do roku 1938. Wraz z zespołem HAŠK-u wywalczył mistrzostwo Jugosławii. Później przeniósł się do maltańskiego zespołu Sliema Wanderers, gdzie grał aż do roku 1940, kiedy to wrócił do Zagrzebia i został trenerem kilku lokalnych klubów (Ličanin, Policijski, Metalac i Mesarski). Pełnił także funkcję jednego z trenerów sztabu szkoleniowego reprezentacji miasta Zagrzebia. Po zakończeniu piłkarskiej kariery został trenerem chorwackich klubów. W roku 1970 został dołączony do Galerii Sław piłki jugosłowiańskiej.
W reprezentacji Zagrzebia wystąpił 30 razy (w latach 1931–1939), a w reprezentacji Jugosławii wystąpił aż 28 razy. Debiutował 3 maja 1932 w rozgrywanym w Lizbonie meczu przeciwko Portugalii przegranym przez Jugosłowian 2:3. Ostatni raz w reprezentacji wystąpił 30 października 1937 przeciwko Czechosłowacji rozgrywanym w Pradze.
- 1. 3 maja 1932, Lizbona, Portugalia - Jugosławia 3:2
- 2. 26 czerwca 1932, Belgrad, Jugosławia - Grecja 7:1
- 3. 3 lipca 1932, Belgrad, Jugosławia - Rumunia 3:1
- 4. 9 października 1932, Praga, Czechosłowacja - Jugosławia 2:1
- 5. 3 czerwca 1933, Bukareszt, Jugosławia - Grecja 5:3
- 6. 7 czerwca 1933, Bukareszt, Jugosławia - Bułgaria 4:0
- 7. 11 czerwca 1933, Bukareszt, Rumunia - Jugosławia 5:0
- 8. 6 sierpnia 1933, Zagrzeb, Jugosławia - Czechosłowacja 2:1
- 9. 24 września 1933, Zagrzeb, Jugosławia - Szwajcaria 2:2
- 10. 18 marca 1934, Sofia, Bułgaria - Jugosławia 1:2
- 11. 1 kwietnia 1934, Belgrad, Jugosławia - Bułgaria 2:3
- 12. 29 kwietnia 1934, Bukareszt, Rumunia - Jugosławia 2:1
- 13. 3 czerwca 1934, Belgrad, Jugosławia - Brazylia 8:4
- 14. 26 sierpnia 1934, Belgrad, Jugosławia - Polska 4:1
- 15. 2 września 1934, Praga, Czechosłowacja - Jugosławia 3:1
- 16. 16 grudnia 1934, Paryż, Francja - Jugosławia 3:2
- 17. 23 grudnia 1934, Ateny, Grecja - Jugosławia 2:1
- 18. 25 grudnia 1934, Ateny, Jugosławia - Bułgaria 4:3
- 19. 1 stycznia 1935, Ateny, Jugosławia - Rumunia 4:0
- 20. 17 czerwca 1935, Sofia, Jugosławia - Rumunia 2:0
- 21. 20 czerwca 1935, Sofia, Jugosławia - Grecja 6:1
- 22. 24 czerwca 1935, Sofia, Bułgaria - Jugosławia 3:3
- 23. 19 sierpnia 1935, Katowice, Polska - Jugosławia 2:3
- 24. 6 września 1935, Belgrad, Jugosławia - Czechosłowacja 0:0
- 25. 10 maja 1935, Bukareszt, Rumunia - Jugosławia 3:2
- 26. 1 sierpnia 1937, Belgrad, Jugosławia - Turcja 3:1
- 27. 6 września 1937, Belgrad, Jugosławia - Rumunia 2:1
- 28. 3 października 1937, Praga, Czechosłowacja - Jugosławia 5:4